# Krimibarkochba
A krimibarkochba – más néven logisztori – abban különbözik a hagyományos barkochbától, hogy itt nem csupán egy fogalmat, hanem egy egész történetet kell kitalálni, ami valamiképp egy rejtélyen, esetleg bűntényen („krimin”) alapul. Játszhatják ketten vagy többen is.
A feladvány rendszerint egy-két mondatos bevezetőben leírja a rejtvényt, majd feltesz egy kérdést, amelyre a játékos(ok)nak meg kell találniuk a választ – természetesen nem szóról szóra; a feladványt föladó játékvezető dönti el, mikor fogadja el a megfejtést. A játékosok eldöntendő kérdéseket tesznek fel, amire a mesélő igennel, illetve nemmel válaszolhat. A megoldás folyamata rendszerint jóval hosszabb, mint az – egyébként is kevés információt tartalmazó – bevezető.
A történetnek nem kell az elnevezésnek megfelelően valamilyen bűntényről szólnia: a feladvány fókuszában bármilyen rejtélyes történés lehet. Mindez jellemzően egy rendkívüli, szokatlan, olykor hátborzongató helyzetre épül.
Az is gyakori, hogy a mesélő lényegtelen elemeket sző a történetbe, ezzel félrevezetve a kérdezőket. Előfordul, hogy meg kell fejteni az esemény előzményét ahhoz, hogy rájöhessünk a rejtvény megoldására.
A játék érdekessége, hogy a bevezető minden szavát külön értelmezni kell, meg kell vizsgálni minden vonatkozását, mert különben könnyű elsiklani lényegtelennek tűnő, de a feladvány megoldása szempontjából jelentős elemek fölött.

## Példatörténetek
- A sivatagban zsákokat találnak, pár mérfölddel arrébb szétszórt ruhákat, majd egy kicsit odébb egy halott embert meztelenül, kezében egy kis fadarabbal. Mi történt vele?
- Egy ember egy búzatábla közepe felé halad, bár tudja, hogy ha odaér, meg fog halni. Miért megy mégis oda?
- Egy ember behúzza a sötétítőfüggönyöket, és elutazik otthonról két hétre. Két hét múlva, amikor estefelé hazaér a lakásába, belép az ajtón, és mielőtt a villanyt felkapcsolná, rájön, hogy valaki járt a lakásában, mégpedig nem is olyan régen. Honnan tudta?

## Forrás, további történetek
- Kun Erzsébet: 111 minikrimi (Ifjúsági Lap- és Könyvkiadó Vállalat, 1987)
- Róka Sándor: 77 logi-sztori (ISBN 9639269832)
- http://minikrimi.blog.hu Archiválva 2019. augusztus 31-i dátummal a Wayback Machine-ben